# Maria Mancini

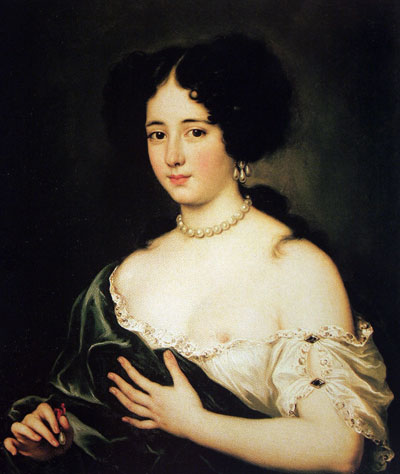
Maria Mancini.

Anna Maria Mancini (n. 28 august 1639, Roma, Italia – d. 8 mai 1715) a fost a treia din cele cinci surori Mancini, nepoate ale Cardinalului Mazarin care au fost aduse în Franța pentru căsătorii avantajoase. Împreună cu verișoarele lor din familia Martinozzi, cele șapte nepoate al Cardinalului erau cunoscute la curtea Franței drept Mazarinettes.

## Familie
Maria s-a născut și a crescut la Roma. Tatăl ei era baronul Lorenzo Mancini, un aristocrat italian care era astrolog și practica  necromanția. După decesul lui, în 1650, mama ei, Geronima Mazzarini, și-a adus fetele la Paris sperând ca influența fratelui ei, Cardinalul Mazarin, să le ajute să facă căsătorii avantajoase.

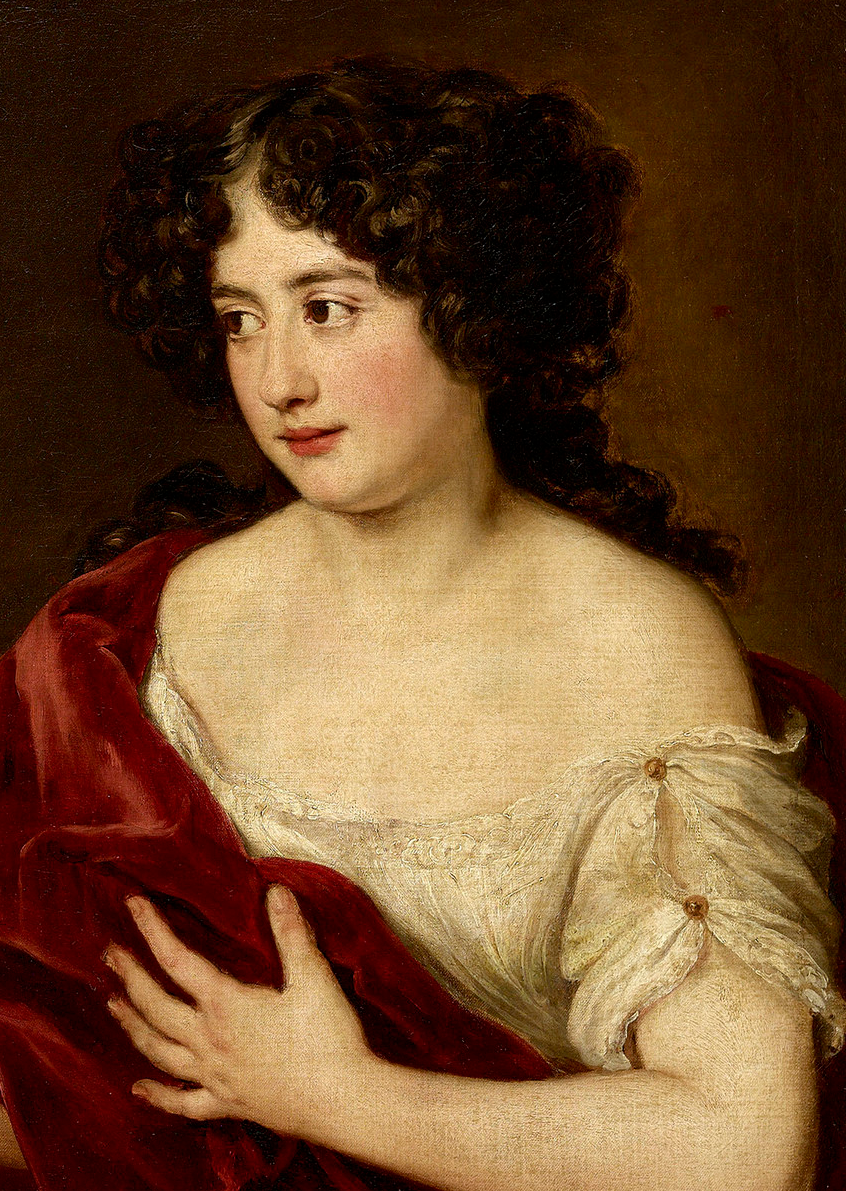
Maria Mancini

Celelalte patru surori Mancini erau:
- Laura (1636–1657), care s-a căsătorit cu Louis de Bourbon, duce de Vendôme, nepotul regelui Henric al IV-lea și a metresei acestuia, Gabrielle d'Estrées. Laura a fost mama faimosului general francez Louis Joseph de Bourbon, duce de Vendôme
- Olympia (1638–1708), care s-a căsătorit cu Eugène-Maurice de Savoia-Carignano și a devenit mama faimosului general austriac Prințul Eugene de Savoia
- Hortense (1646–1699), frumoasa familiei, care a scăpat de soțul ei care o abuza, Armand-Charles de la Meilleraye, și a plecat la Londra unde a devenit metresa regelui Carol al II-lea al Angliei.
- Marie Anne (1649–1714), care s-a căsătorit cu Maurice Godefroy de la Tour d'Auvergne, nepot al mareșalului Henri de la Tour d'Auvergne, Viconte de Turenne.

Surorile Mancini nu erau singurele membre feminine ale familiei Cardinalului Mazarin aduse la curtea Franței. Celelalte arau verișoarele Mariei, fiicele surorii celei mari ale lui Mazarin; Laura Martinozzi care s-a căsătorit cu Alfonso IV d'Este, Duce de Modena și a fost mama viitoarei regine a Angliei, Mary de Modena; și Anne Marie Martinozzi care s-a căsătorit cu Armand, Prinț de Conti și a fost mama Marelui Conti.